# Sarraltroff
Sarraltroff est une commune française située dans le département de la Moselle en région Grand Est.
Cette commune se trouve dans la région historique de Lorraine et fait partie du pays de Sarrebourg.

## Géographie

### Localisation
Sarraltroff est située dans le sud du département de la Moselle, à proximité de la limite avec le département du Bas-Rhin (village voisin : Gœrlingen).
Le territoire de la commune est limitrophe de ceux de 6 communes.

### Communes limitrophes
| Oberstinzel | (Hellering-lès-Fénétrange) | Gœrlingen  |
| Dolving     | Sarraltroff                | Hilbesheim |
|             | Sarrebourg                 | Réding     |

### Géologie et relief

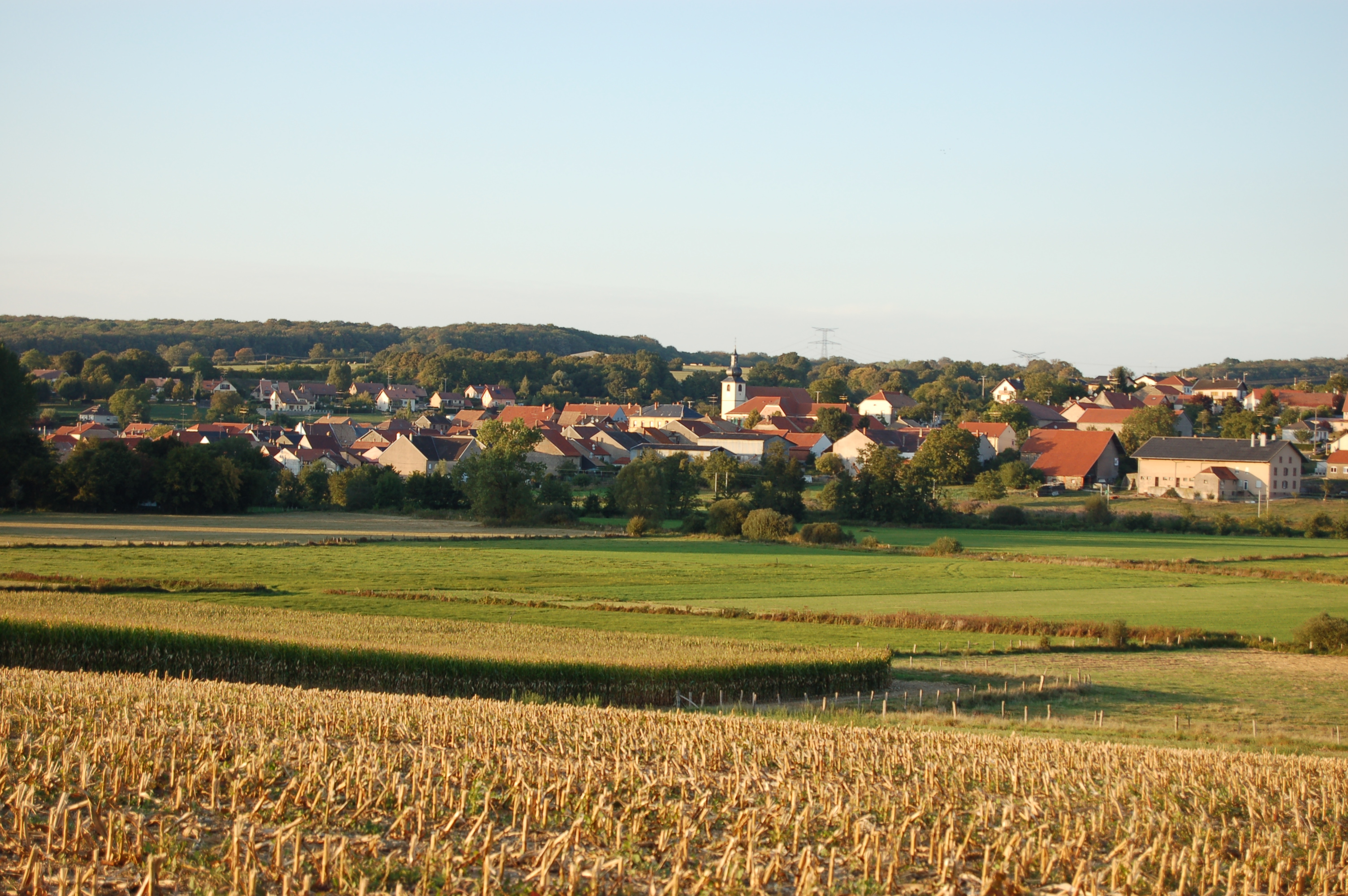
Vue d'ensemble du village.

La superficie de la commune est de 1 197 hectares ; son altitude varie de 235  à   326 mètres.

### Voies de communication et transports

#### Voies de communication

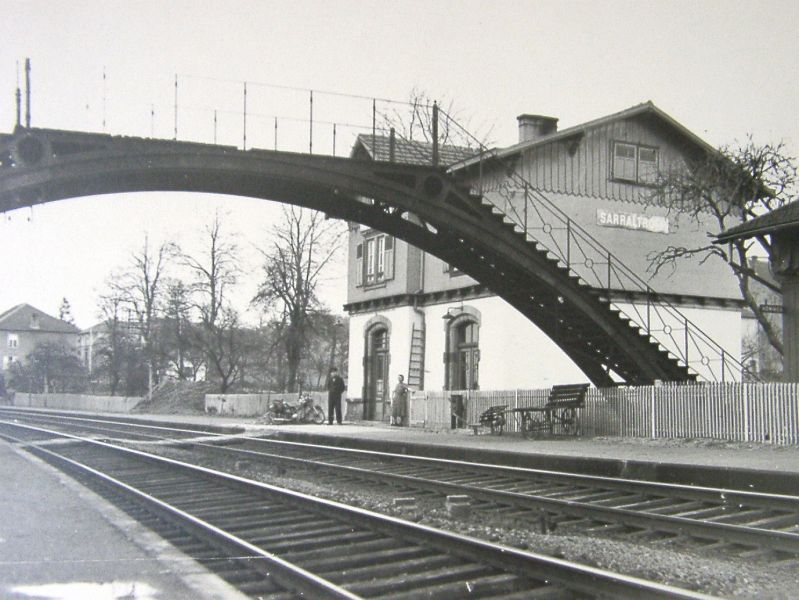
L'ancienne gare de Sarraltroff
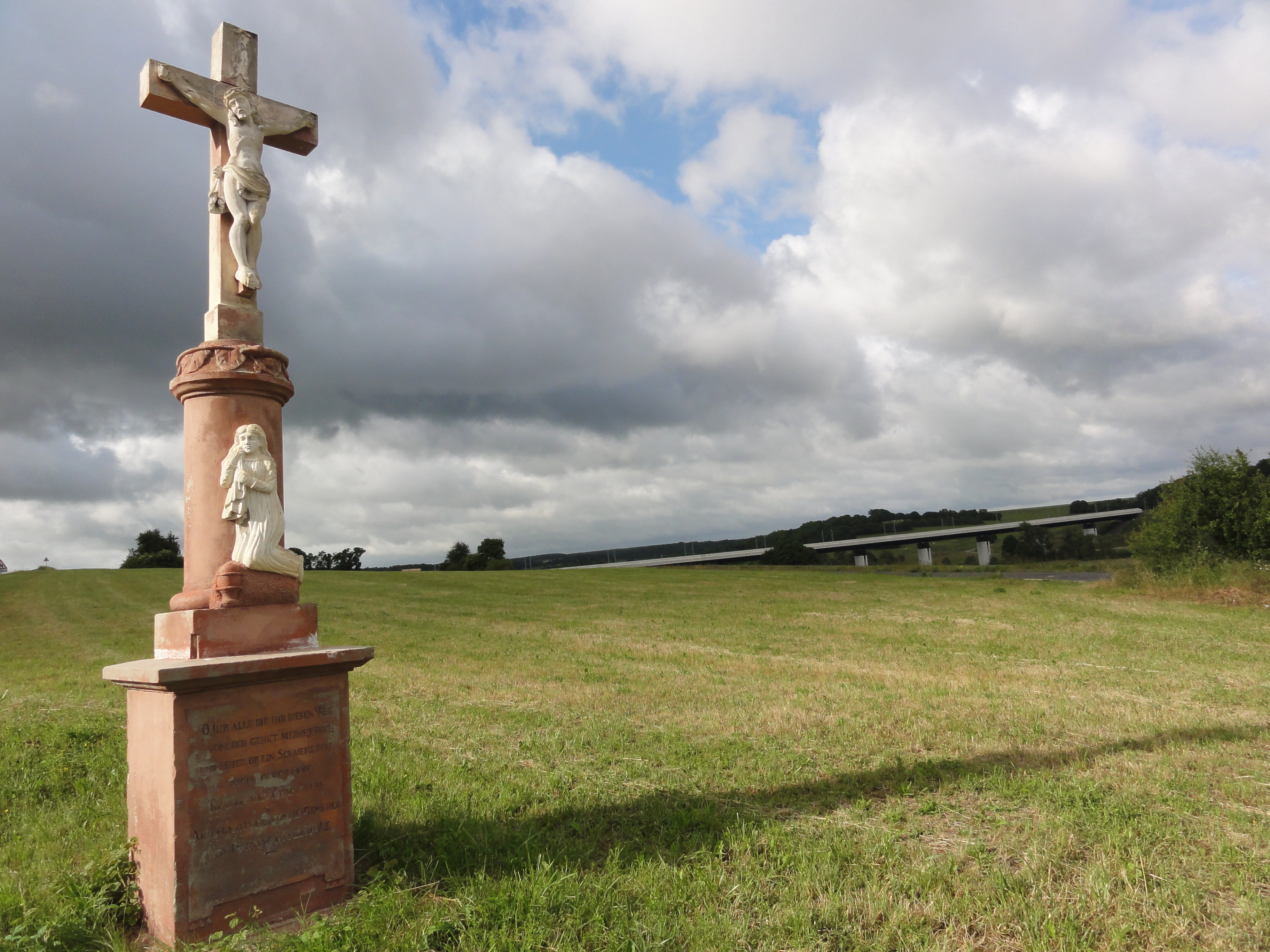
Paysage avec le viaduc LGV Est européenne

### Hydrographie
La commune est située dans le bassin versant du Rhin au sein du bassin Rhin-Meuse. Elle est drainée par la Sarre, la Bièvre et le ruisseau le Kehlgraben.
La Sarre, d'une longueur totale de 129,2 km, est un affluent de la Moselle et donc un sous-affluent du Rhin, qui coule en Lorraine, en Alsace bossue et dans les Länder allemands de la Sarre (Saarland) et de Rhénanie-Palatinat (Rheinland-Pfalz).
La Bièvre, d'une longueur totale de 24,8 km, prend sa source dans la commune de Walscheid et se jette  dans la Sarre sur la commune, après avoir traversé neuf communes.

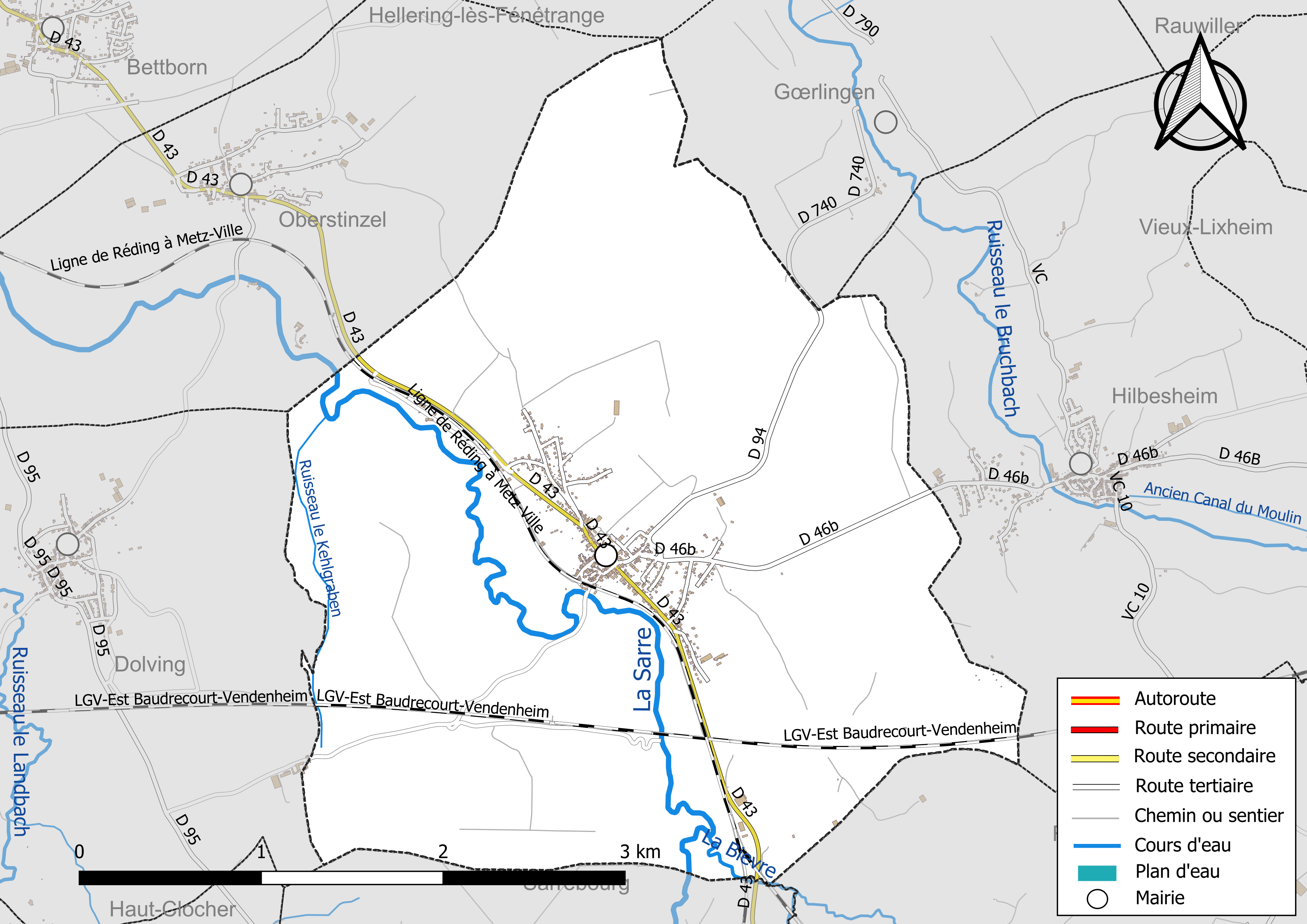
Réseaux hydrographique et routier de Sarraltroff.

La qualité des eaux des principaux cours d’eau de la commune, notamment de la Sarre et de la Bievre, peut être consultée sur un site dédié géré par les agences de l’eau et l’Agence française pour la biodiversité. Ainsi en 2020, dernière année d'évaluation disponible en 2022, l'état écologique de la Sarre était jugé moyen (jaune).

### Climat
Pour des articles plus généraux, voir Climat du Grand Est et Climat de la Moselle.
En 2010, le climat de la commune est de type climat des marges montargnardes, selon une étude du Centre national de la recherche scientifique s'appuyant sur une série de données couvrant la période 1971-2000. En 2020, Météo-France publie une typologie des climats de la France métropolitaine dans laquelle la commune est exposée à un climat semi-continental et est dans la région climatique Vosges, caractérisée par une pluviométrie très élevée (1 500 à 2 000 mm/an) en toutes saisons et un hiver rude (moins de 1 °C).
Pour la période 1971-2000, la température annuelle moyenne est de 10,1 °C, avec une amplitude thermique annuelle de 17,1 °C. Le cumul annuel moyen de précipitations est de 979 mm, avec 13,1 jours de précipitations en janvier et 10 jours en juillet. Pour la période 1991-2020, la température moyenne annuelle observée sur la station météorologique de Météo-France la plus proche, « Nitting_sapc », sur la commune de Nitting à 12 km à vol d'oiseau, est de 10,4 °C et le cumul annuel moyen de précipitations est de 993,7 mm. 
La température maximale relevée sur cette station est de 37,9 °C, atteinte le 25 juillet 2019 ; la température minimale est de −19,4 °C, atteinte le 26 décembre 2010,,.
Les paramètres climatiques de la commune ont été estimés pour le milieu du siècle (2041-2070) selon différents scénarios d'émission de gaz à effet de serre à partir des nouvelles projections climatiques de référence DRIAS-2020. Ils sont consultables sur un site dédié publié par Météo-France en novembre 2022.

## Urbanisme

### Typologie
Au 1er janvier 2024, Sarraltroff est catégorisée commune rurale à habitat dispersé, selon la nouvelle grille communale de densité à sept niveaux définie par l'Insee en 2022.
Elle est située hors unité urbaine. Par ailleurs la commune fait partie de l'aire d'attraction de Sarrebourg, dont elle est une commune de la couronne,. Cette aire, qui regroupe 87 communes, est catégorisée dans les aires de 50 000 à moins de 200 000 habitants,.

### Occupation des sols
L'occupation des sols de la commune, telle qu'elle ressort de la base de données européenne d’occupation biophysique des sols Corine Land Cover (CLC), est marquée par l'importance des territoires agricoles (66,4 % en 2018), une proportion sensiblement équivalente à celle de 1990 (66,1 %). La répartition détaillée en 2018 est la suivante : 
prairies (55,2 %), forêts (27,9 %), terres arables (11,2 %), zones urbanisées (5,6 %), mines, décharges et chantiers (0,2 %). L'évolution de l’occupation des sols de la commune et de ses infrastructures peut être observée sur les différentes représentations cartographiques du territoire : la carte de Cassini (XVIIIe siècle), la carte d'état-major (1820-1866) et les cartes ou photos aériennes de l'IGN pour la période actuelle (1950 à aujourd'hui).

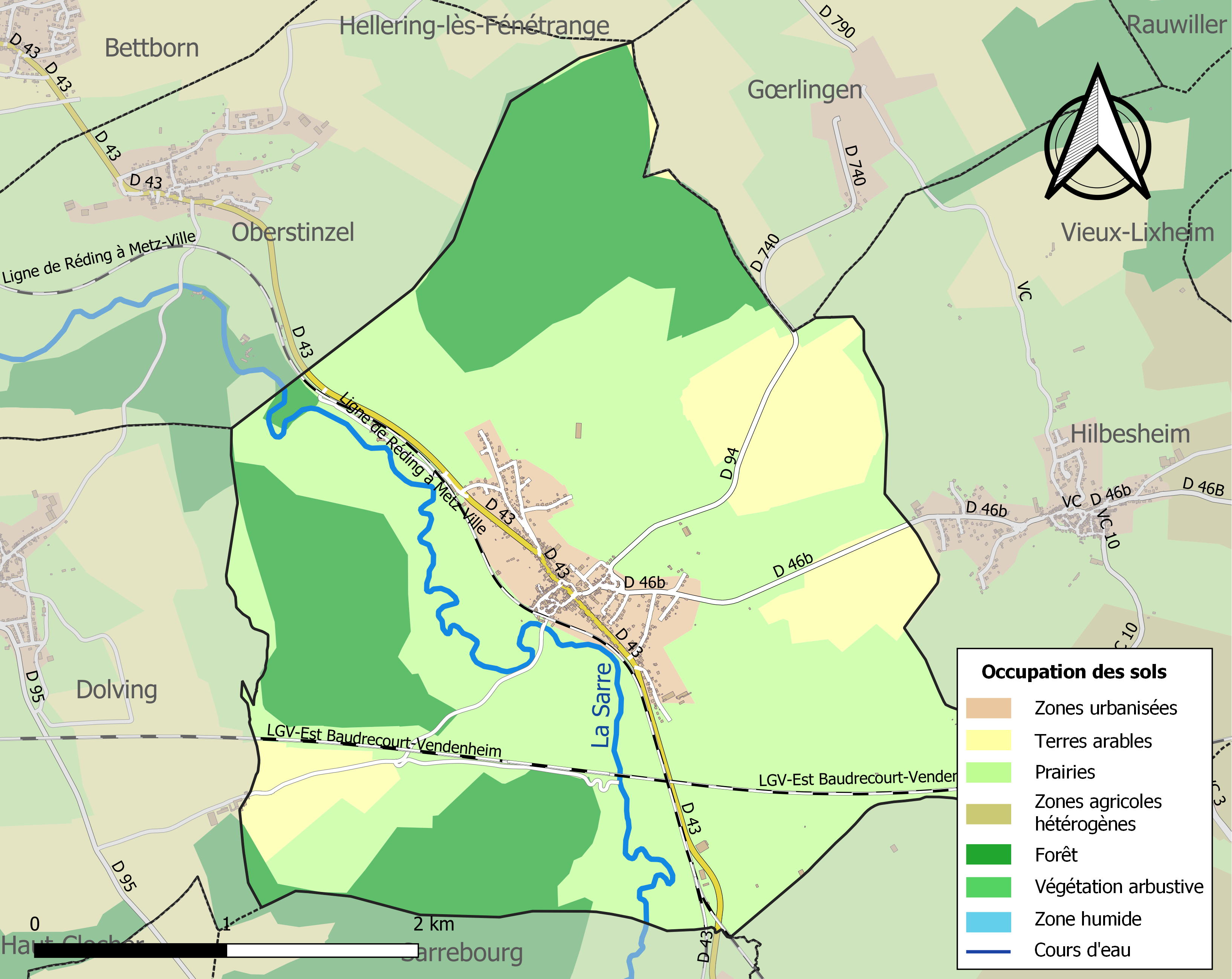
Carte des infrastructures et de l'occupation des sols de la commune en 2018 (CLC).

## Toponymie

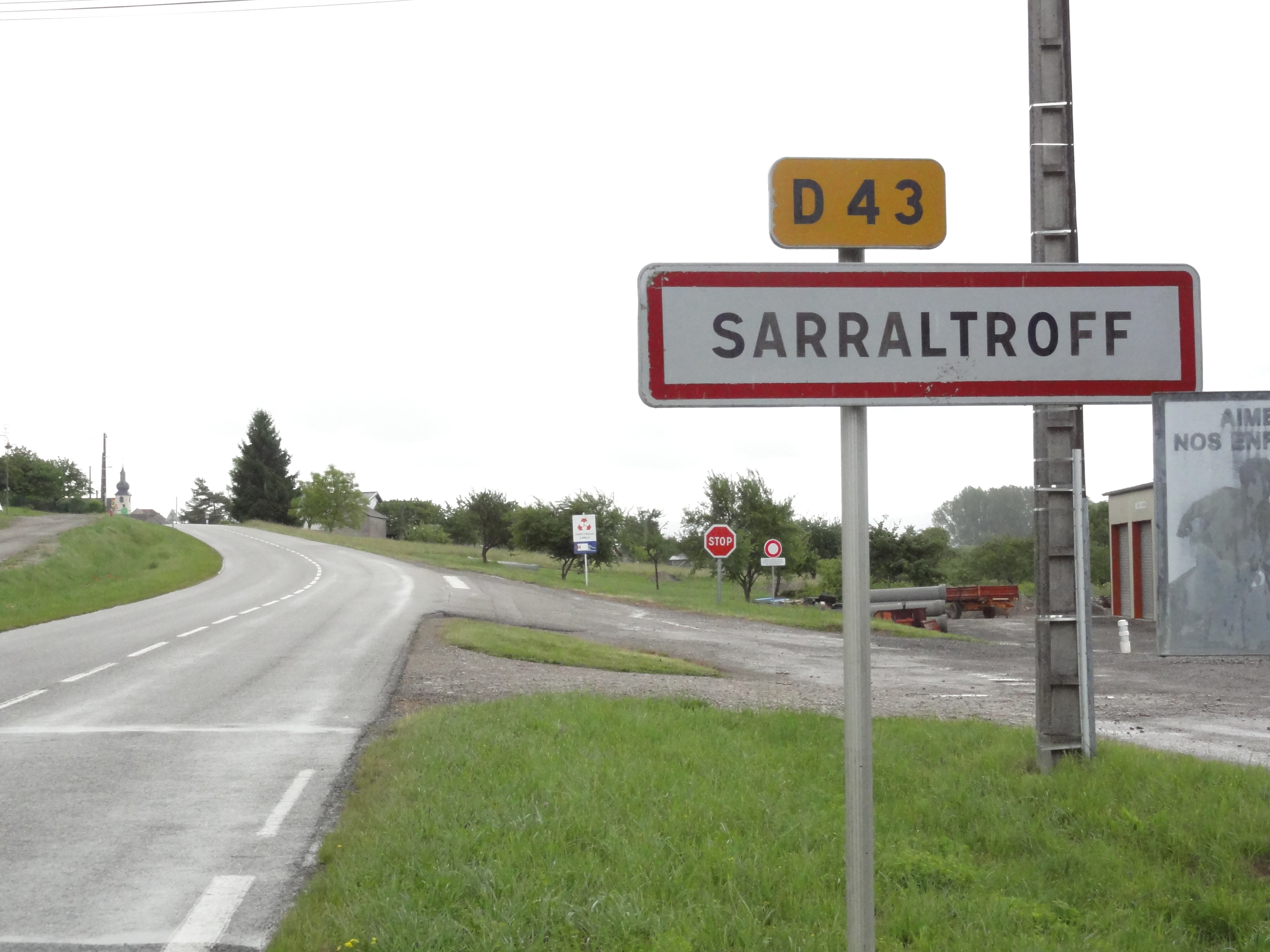
Entrée de l'agglomération

Toponyme composé de trois mots : Sarr « Sarre » + alt « vieux » + troff (dorf) « village » : Altorf (1307), Sulaltorff et Sulaldorff (XVe siècle), Saraltorf (1521), Altorff (1526), Altroff ou Sarre-Altroff (1710), Altroff ou Saaraltroff (1719), Sarraltroff (1793), Sarzcaltroff (1801), Saaraltdorf (1871-1918 et 1940-1944).
Altrof en francique lorrain.

## Histoire

### De l'Antiquité à l'époque gallo-romaine

#### Celtes
Le site est occupé dès l'âge du bronze final.
La présence de populations celtiques, des Médiomatriques, est attestée par les fouilles archéologiques.
La Sarre est un nom d'origine celtique.
Une nécropole celtique, fouillée par T.Welter, montre une présence longue de plus de deux siècles sur toute la période de la Tène.
La découverte d'une épée et de son fourreau montre que ces objets appartenaient à un personnage de haut rang.
Un mobilier riche en torques en lignite ou avec tampons et les fibule traduisent l'importance des échanges commerciaux(notamment avec la région du Hartz).
D'autres découvertes (flèche de harpon très pure visible au musée de Sarrebourg, deux statuettes de déesses-mères tutélaires, objets ajourés en bronze) excitent la curiosité des archéologues.
On note également la présence de plusieurs mardelles, notamment près de la nécropole.
La période celtique s'achève avec l'occupation romaine.
Récemment[Quand ?], deux fermes gauloises ont été fouillées sur le tracé de la LGV à Sarraltroff.

#### Présence romaine
Situé non loin de la villa de Saint-Ulrich, qui est en fait un palais, le village comptait de nombreuses villas dont le fameux "Heidenschloss" dont la fouille a été réalisée par Welter et Heppe de Metz, en 1907, et ce fut une des premières grandes fouilles de Lorraine.
Cette période prospère s'achève avec les Invasions.
De nombreux noms attestent de cette présence : "Heidenschloss", "Romansberg", "Heidenmauer" traduit en "Sous les murs des païens", puisque tout ce qui était romain était païen.

### Du Moyen Âge au duché de Lorraine
À l'époque du duché de Lorraine, le village a fait partie de la seigneurie de Sarreck et appartient à un vaste espace tampon des marches de l'Est oublié : le Westrich surnommé par Eiselé "pays fantôme" (par opposition à l'Österreich l'Autriche) car son nom a été oublié. En 1225 Gertrude de Dabo meurt sans héritier. Les évêchés de Metz et de Strasbourg reprennent leur fief et Sarreck revint à La Petite-Pierre puis aux Lutzelbourg qui entreprirent une habile politique de mariages puis finalement à l'approche de la Révolution aux Custines. Il existait une concurrence entre l'évêché et le duc de Lorraine qui se soldera finalement au profit du duché à partir du moment où le duc fit élire un de ses fils évêque. Le duché était un état libre et non incorporable. Mais la France veillait...
Divers événements vont marquer cette période.
- la guerre des Rustauds ou guerre des paysans (1525) ;
- la guerre de Trente Ans (1618-1648) avec la Charte de 1672 et la Route de France ou Route royale[21].

La guerre des rustauds : ces révoltes sont appelées Bundschuh en raison des souliers que portaient les révoltés. Elles partent du pays de Bade et irradient vers la Suisse, l'Autriche, l'Alsace. C'est la période de la Réforme où l'on reproche certains abus à l'église et aux nobles. Les revendications sont religieuses (12 articles dont la possibilité de mener une vie conforme à l'évangile, l'abolition du servage...) mais aussi sociales et morales. Luther soutient le mouvement au début mais change d'avis au nom de l'ordre. Les insurgés se déplacent par bandes de plusieurs milliers commandés par des chefs élus mais devant leurs exactions les nobles prennent peur et la ville de Strasbourg, qui est une république fait appel au duc Antoine de Lorraine réputé pour la puissance de son artillerie et possédant aussi des biens en Alsace comme Saint-Hippolyte. D'autant plus que les insurgés retranchés à Herbitzheim font des incursions dans la vallée de la Sarre, à Lixheim, Rinting et jusqu'à Sarraltroff où un insurgé du nom de Nicolas Stiffe essaye de débaucher la population pour l'enrôler sans succès. Le duc Antoine s'avance jusqu'à Phalsbourg où il apprend que les insurgés se sont enfermés dans Saverne. Erreur qui leur coûtera des milliers de morts comme aussi à Lupstein, Scherviller... Pour récompense de ses services Frédéric de Lutzelbourg hérita de la seigneurie de Sarreck qui figura depuis dans le giron familial.
La guerre de Trente Ans (1618-1648) Les limites du conflit ne correspondent pas exactement pour Sarraltroff qui fut touché vers 1630-1636. Ce sont probablement les troupes de Bernard de Saxe-Weimar qui anéantirent le village après le siège de Sarrebourg qui dut au fait d'avoir payé une forte rançon d'avoir été épargné. La tactique de l'époque voulait qu'on rase tous les villages autour d'une ville avant de l'assiéger. Le village resta inhabité pendant plus de 30 ans et les rares habitants qui avaient survécu (peut-être un peu plus d'une trentaine sur environ 250 habitants) se sont réfugiés derrière les murailles de la ville de Sarrebourg et faisaient des sorties dans leurs champs lors des accalmies. Suédois, Croates, etc. les soldats de toutes nations se sont succédé (comme le montre si bien le sac de Saint-Nicolas-de-Port (Port-sur-Meurthe). À la disette il faut rajouter la peste qui en cette période d'indigence se répandit de façon ravageuse. Le roi de France avait soutenu en sous main les troupes suédoises mais lorsque le camp adverse des Habsbourg sembla reprendre la main après la mort du roi de Suède tué au combat, soutenu par la France, les Français durent intervenir directement dans le conflit. Le siège de La Mothe qui fut rasé traduit la volonté inflexible de la France d'arracher la Lorraine à l'Empire germanique. Le conflit meurtrier avec près de 10 millions de morts sur un total de 20 dans l'espace germanique laissa la Lorraine dévastée. Les ducs s'employèrent à la reconstruire. Les traités de Westphalie (1648) censés mettre fin au conflit sont considérés comme une cathédrale diplomatique. La France annexe l'Alsace ce qui satisfait Louis XIV mais le roi ne peut assister à la messe à la cathédrale prise par le culte protestant, il se contentera de l'église Sainte-Madeleine. Mais il obtiendra bien plus : un couloir stratégique allant de Metz à l'Alsace et passant par Sarrebourg de près de 4 km de large. Ce couloir censé être stratégique passait par Garrebourg... censé être le chemin le plus rapide pour aller de Metz à Strasbourg... Ce chemin sera aborné et l'une des bornes se trouvait au Bergholz entre Sarraltroff et Réding. Voulant favoriser le redémarrage économique de Sarreck le comte Guillaume Ernest de Lutzelbourg affranchit ses sujets d'Altrof (Sarraltroff) du servage eux ainsi « que du service de leurs femmes » ainsi que du payement des avoines et de la vaine et grasse pâture. Tout cela est consigné dans une Charte, la Charte de 1672 soit donc 123 ans avant la Révolution française. Louis XIV crée également une Chambre de réunion destinée surtout à récupérer les fiefs épiscopaux. Sous la menace d'une confiscation les princes étrangers doivent se soumettre. C'est ainsi qu'une partie du Westrich et Sarreck sont inclus dans la province de la Sarre avec à sa tête Antoine Bergeron de la Goupillière, intendant de Louis XIV.
Pour reconstruire le village le seigneur permet aux paysans de récupérer le bois dans la forêt et petit à petit apparaissent des fermes vastes avec auvent typique à l'avant, le Schopf, mais elles sont presque toutes du début du XVIIIe siècle. Le repeuplement se fait à partir des régions voisines mais aussi de Suisse, du Tyrol, de Picardie... C'est à cette époque de la reconstruction qu'on doit les deux moulins à farine du village car il faut pouvoir faire de la farine pour le pain des manants. Mis à part des procès entre le seigneur, le curé à propos de l'agrandissement de l'église, l'ambiance est plutôt calme mais il faudra attendre presque 100 ans pour retrouver les chiffres de la population antérieure. Les fermes construites à l'époque du duché de Lorraine portent sur le cintre des portes de grange, gravées dans la masse, la date de leur construction mais surtout la croix de Lorraine entourée d'une couronne d'olivier.

### Le dernier duc de Lorraine sera le roi de Pologne déchu, Stanislas Leczynski, beau père de Louis XV
En 1697 Louis XIV signe le traité de Ryswick qui met fin à la guerre de la Ligue d'Augsbourg en espérant le trône d'Espagne qui sera vacant. Il accorde à l'Empereur la restitution de la Lorraine et du Barrois qui revient à son neveu Léopold, prince éclairé qui réorganisa et modernisa le duché. Son fils aîné lui succède sous le nom de François III. Mais en 1733 éclate la guerre de succession de Pologne avec deux candidats : Auguste III, neveu de l'Empereur et Stanislas, beau père de Louis XV qui est élu. L'Autriche et la Russie envahissent la Pologne et la France la Lorraine en représailles. François III cède la Lorraine et l'échange contre le duché de Toscane ayant épousé la fille de l'Empereur. C'est ainsi que Louis XV installe son beau père comme duc de Lorraine mais ce n'est qu'à titre viager. Il sera flanqué d'un chancelier Martin Chaumont de la Galaizière pour préparer la transformation du duché en province française. Cela interviendra le lendemain du 23 février 1766 date du décès du roi Stanislas mettant fin à près d'un millier d'années dans l'aire germanique. Le roi Stanislas surnommé le Bienfaiteur favorise les arts et les lettres, embellit Nancy Toutefois les Lorrains sont accablés d'impôts multipliés par trois, le prix du vingtième de sel était à 6 sous là où il était extrait alors que le même en Alsace voisine valait 3 sous. À cela il fallait rajouter la nécessité de fournir des soldats. Malaise et mécontentement vis-à-vis de la France ne cessèrent de grandir. Ce qui explique qu'un grand nombre de Lorrains émigrèrent à l'appel de l'impératrice et de l'empereur d'Autriche pour repeupler le Banat d'où ils venaient de chasser les Turcs. L'arrondissement de Sarrebourg y perdit 10 % de sa population. Une famille de Sarraltroff fit partie du contingent des émigrés : la famille Hess. Enfin en 1772 furent commandées les boiseries de l'église Saint-Michel à Dominique Labroise de Sarrebourg.

### La Révolution française
La crise financière qui provoqua la Révolution amena le roi Louis XVI à convoquer les États généraux où devaient s'exprimer les trois ordres. On demande aux sujets de Sa Majesté d'exprimer leurs préoccupations au travers de cahiers de doléances. Ils s'expriment. Des cahiers d'aide circulent. 60 000 cahiers furent rédigés que le roi ne lut jamais. Puis ils élisent leurs députés. Le maire de Sarraltroff Bonnard et le syndic Pierre Stock élisent Henry procureur à Phalsbourg et Antoine Mambré de Saint Jean Kourtzerode. Le doyen Georgel et Custine sont élus pour les privilégiés. Les États généraux s'ouvrent le 4 mai 1789 avec un discours d'ouverture de monseigneur de la Fare, évêque de Nancy. Le 20 juin Serment du Jeu de Paume. Le 9 juillet l'Assemblée constituante. Le 14 juillet prise de la Bastille. Les privilèges sont abolis. Le 26 août Déclaration des droits de l'Homme et du citoyen. Le 2 novembre les biens du clergé sont confisqués. Le 12 juillet 1790 vote de la Constitution civile du clergé. Louis XVI est guillotiné le 21 janvier 1793, Marie Antoinette le 16 octobre 1793. La terreur est mise à l'ordre du jour le 5 septembre 1793. L'une des actions de la Révolution fut le découpage des départements, la Lorraine est découpée en quatre départements : la Meuse, la Meurthe, la Moselle et les Vosges. Sarraltroff fait partie du département de la Meurthe avec pour capitale Nancy. Le curé de Sarraltroff à l'époque s'appelle Charles Soleil. Il prête allégeance à la Révolution mais se rétracte. Il est obligé de s'exiler et se réfugie chez son frère à Amsterdam d'où il ne reviendra qu'en 1802. Il y eut de nombreuses perquisitions domiciliaires soit pour chercher des soldats déserteurs soit des prêtres réfractaires. Ces derniers furent nombreux à venir se cacher dans le village avec la complicité de la population pour y exercer leur sacerdoce. Quant au château de Sarreck, il fut mis en adjudication, acquis par François Barrabino (1768-1846) verrier à Harreberg dont les descendants le vendirent plus tard à la famille du notaire Hertz de Sarrebourg.
Au moment de la Révolution, c'est la famille de Custines qui régit Sarreck dont dépend Sarraltroff. Adam Philippe de Custine s'est illustré lors de la Guerre d'Indépendance aux États-Unis sous La Fayette. Avec Rochambeau il s'illustre à Yorktown. Il est député de la noblesse aux États Généraux, fait voter la nouvelle carte de La Meurthe avec Sarrebourg comme chef-lieu d'arrondissement avec le siège du Tribunal de District. Il quitte la Constituante le 1er octobre 1791 et devient lieutenant général dans l'Armée du Rhin. Gagne la bataille de Porrentruy, réorganise la place de Landau, s'empare de Spire, Worms, Mannheim, Mayence, Francfort. Il est victime d'une inspection quand Francfort repasse à l'ennemi et doit se justifier à Paris où commence la Terreur. Il sera condamné pour trahison et guillotiné le 29 août 1793. Son fils Amand, diplomate, lui succédera sur l'échafaud le 4 janvier 1794. Ainsi s'éteignit la dernière famille des seigneurs de Sarraltroff.

### Le Reichsland d'Alsace-Lorraine(Elsass-Lothringen)
À la suite de la guerre franco-allemande de 1870, la paix est signée par le traité de Francfort le 10 mai 1871 qui consacre l'annexion d'une partie de l'Alsace et de la Lorraine, terme consacré bien que ne recouvrant pas toute la Lorraine ni toute l'Alsace : par exemple l'arrondissement de Sarrebourg perd le canton de Cirey soit neuf communes. Schirmeck-le-Donon et Saales passent des Vosges à l'Alsace. Le Reichsland est une Terre d'Empire dirigée par un préfet appelé Statthalter qui siège à Strasbourg. Il gouverne les trois départements. La Lorraine est partagée en huit cercles appelés Kreis avec à leur tête un haut fonctionnaire allemand, le Kreisdirektor. Alors qu'à la tête du département on a un chef du Bezirk issu de la noblesse prussienne. Maintenant Sarraltroff s'appelle Saaraltdorf et dépend du Kreis Saarburg Bezirk Lothringen. Le 1er août 1872 ceux qui veulent rester Français le peuvent s'ils quittent le pays : il y aura peu de candidats à Sarraltroff. Dès 1872 les jeunes doivent faire leur service militaire comme soldat prussien. D'un point de vue religieux l'évêque est maintenant à Metz. C'est monseigneur Dupont des Loges d'origine bretonne qui obtient le maintien des prêtres dans leur paroisse. En 1899 lui succède un moine dominicain allemand monseigneur Willibrord Benzler. En 1871 l'enseignement primaire est obligatoire pour garçons et filles. La sécurité sociale est créée (1883) comme la caisse de retraite (1889) et la législation sur les accidents de travail (1884). De grandes transformations urbanistiques sont faites dans les villes à Metz, Strasbourg, Sarrebourg... où surgissent aussi des casernes, manière de signifier une occupation durable. Le réseau ferroviaire est développé avec la création du réseau A-L. Mais les trains y circulent à droite et non à gauche. L'arrêt de Sarraltroff est inauguré en 1872. Il y a de nombreuses manifestations patriotiques avec des défilés militaires. En 1881 le Statthalter son excellence Edwin Freiherr Von Manteuffel lors d'un voyage à Sarrebourg s'arrête à Sarraltroff et visite l'église Saint-Michel. Après l'échec du Kulturkampf de Bismarck et avec le temps qui passe, les nouvelles générations n'avaient pas connu la France. La germanisation était apparemment en train de gagner et seules quelques manifestations bruyantes comme celles du Souvenir français créé par Niessen de Sarre-Union en 1907 faisaient croire aux Allemands qu'il existait encore un attachement à la France mais cela semblait marginal. Mais l'Alsace-Lorraine dont les Allemands avaient voulu faire une vitrine du Reich en près de 50 ans avait profondément évolué et le Reich marquait des points, malgré certaines maladresses, comme l'affaire de Saverne, habilement exploitée par la propagande française et les anti-allemands. L'assassinat du 28 juin 1914 perpétré à Sarajevo par Gavrilo Prinzip, manipulé par la Main noire, sur la personnalité de l'archiduc François Ferdinand et la duchesse de Hohenberg, allait précipiter l'Europe puis le monde dans la guerre. Pour la France l'heure de la revanche avait sonné.

### La guerre 1914-1918
Source : Août 1914
C'est dans la chaleur torride du mois d'août 1914 que débutent les premiers combats de cette guerre meurtrière commencée dans l'enthousiasme presque général au moment de la mobilisation générale le 31 juillet 1914. Les soldats alsaciens-lorrains font partie de l'armée allemande de la façon la plus légale qui soit puisque la France en signant le traité de Francfort en 1871 l'avait officialisé. Nous ne parlerons pas du secteur de Mulhouse. À Sarraltroff les Allemands avaient effectué de nombreuses manœuvres et connaissaient le terrain par cœur. La guerre débute par une guerre de mouvement appelée plus tard la bataille des frontières, terriblement meurtrière. Le manque de préparation côté français est flagrant surtout au niveau de l'état-major. C'est une défaite française qui ne sera pas reconnue et qui sera injustement imputée à certaines unités françaises issues du Sud de la France et sera aussi injustement accompagnée du limogeage de certains officiers par Joffre. Notre région connut ce que l'on appela la bataille de Sarrebourg-Morhange où il y eut 13 681 tués entre Abreschviller et Morhange en l'espace de trois jours seulement. Côté français on avait le 8e Corps d'armée commandé par le général en chef Joffre avec la 1re Armée commandée par le général Dubail appuyé au nord vers Morhange par la 2e Armée du général de Castelnau. Du côté allemand le 6e Bavarois dirigé par le Kronprinz Rupprecht de Bavière et le commandant Oskar Ritter von Xylander. Les Français pénètrent les premiers sur ce qui est alors encore sol allemand à Lagarde où il y eut des affrontements sanglants le 10 et 11 août avec près de 1 000 tués en tout. Les Allemands cherchent à attirer les Français vers la Saarstellung, dans la vallée de la Sarre. Les Français tombent dans le piège. Ceux du 27e, 29e et 227e RI s'opposent à Sarraltroff aux soldats du 12e et 16e régiment bavarois. Les Français portent leurs efforts sur deux points à Dellen pour s'emparer du pont de Sarraltroff et à Oberstinzel à Sarreck pour s'emparer du pont  les 19 et surtout 20 août 1914. Les Français sont visibles avec leurs tenues bleues et rouges. Les Allemands ont déployé leur artillerie au Tinkelberg, au Kastelwald et au Weyerwald et disposent de ballons d'observation du côté de Kirrberg. Leur infanterie se dissimule à flanc de coteau le long du chemin qui va du Tinkelberg à Bettborn. Ils alignent les soldats français comme à l'exercice après un déluge de feu de leur artillerie. À Sarraltroff les cadavres jonchent les champs. D'abord inhumés sur place ils sont réunis ensuite dans une fosse commune : 213 soldats français plus 7 officiers et 20 Bavarois. En 1920 les cadavres seront transférés au cimetière militaire créé pour l'occasion au Rebberg. À la suite de ce carnage les Allemands contre-attaquent et ne seront stoppés qu'au grand Couronné près de Nancy  ce qui permettra la bataille de la Marne en septembre 1914. On s'enterre dans les tranchées et le front ne variera plus pratiquement après Verdun en Lorraine jusqu'à  l'offensive américaine à Saint-Mihiel en septembre 1918. À Sarraltroff la guerre 1914-1918 fit 22 victimes. Le village quant à lui ne connut pas de destructions. L'Armistice est signé le 11 novembre 1918. Des marins de Kiel essaiment partout en essayant de provoquer une révolution ; ils échoueront chez nous notamment à Sarrebourg. Le traité de Versailles est signé le 28.06.1919 sans que l'Allemagne et ses alliés aient  participé aux négociations ce qui se révèlera plus tard politiquement désastreux. Elle perd ses colonies, est privée d'une partie de ses droits militaires, doit payer des réparations économiques énormes tout en étant privée d'accès aux traités économiques et doit céder certains territoires. L'Alsace-Lorraine revient à la France et on lui garantit son particularisme d'où le Droit local alsacien mosellan et le Régime local d'assurance maladie. Les Français créèrent des commissions de triage qui devaient garantir la réintégration avec attribution de cartes A, B, C et D. 120 000 civils allemands sont expulsés. Le Concordat est maintenu dans un premier temps. « Plus jamais ça »  ne cesseront de répéter les rescapés de la "boucherie" de 1914. Le retour à la France se fait dans l'allégresse mais le référendum sur l'adhésion de l'Alsace-Lorraine à la France n'aura pas lieu, l'annexion est simplement évoquée dans le traité de Versailles. Le Parti autonomiste connaîtra quelques succès, plus en Alsace qu'en Lorraine dont le plus illustre représentant est Victor Antoni, l'occupant de la fameuse villa Lotharingia avec ses deux tourelles à l'entrée de Fénétrange dont il sera élu conseiller général du canton de Fénétrange en 1927 et 1934.

### La Seconde Guerre mondiale (1939-45)
Source : Les années noires : la Moselle annexée par Hitler
La crise de 1929, l'échec de la République de Weimar, la pauvreté en Allemagne et l'humiliation ressentie en Allemagne à propos du traité de Versailles (non signé par l'Amérique, dont la faiblesse ne fut pas compensée par le désastreux accord Briand-Kellogs) ouvrent la voie à la propagande nazie. Dans Mein Kampf, Hitler annonce la couleur mais on ne le croit pas. Arrivé au pouvoir, Hitler réarme quitte à passer des accords secrets avec Staline pour tester ses armes en Russie. En 1938, il annexe l'Autriche : c'est l’Anschluss (12.03.1938). Les accords de Munich suivent l'annexion des Sudètes : on croit la paix sauvée. L'accord secret Molotov-Ribbentrop le 23 août 1939 lui assurera la neutralité de l'Union soviétique dans un premier temps. Hitler se trompe en croyant ainsi neutraliser l'intervention de la France et de l'Angleterre. Il réclame Dantzig à la Pologne. La mobilisation générale est décrétée le 28 août 1939 en France à la suite de l'attaque de la Pologne le 25 août 1939 qui sera envahie en six semaines malgré une résistance acharnée grâce au Blitzkrieg. L'Angleterre puis la France déclarent la guerre à l'Allemagne le 03.09.1939. Sarraltroff est inclus dans le dispositif de la ligne Maginot sous les ordres du général Prételat qui a installé son PC à Villers-les-Nancy. Le village de Sarraltroff est déclaré Centre mobilisateur pour la ligne Maginot. On fait croire que la ligne Maginot empêchera les Allemands de passer. Plus de 2 000 soldats doivent toucher leur paquetage à Sarraltroff. Ils seront dirigés par convois SNCF à partir des gares  de Réding et Sarrebourg. Mais le maire de l'époque Limon Joseph doit faire face à un autre problème, l'évacuation. Un plan d'évacuation des villages situés au-delà de la ligne Maginot avait été programmé dès 1920. 700 000 civils alsaciens lorrains dont 300 000 Lorrains représentant 300 communes issus des cantons de Forbach, Boulay, Thionville et Bitche sur 765 doivent être évacués avec les bêtes et 50 kg de bagages. Ils rejoindront la Dordogne, la Charente, etc. Mais rien ne vint à se produire entre le 03.09.1939 et le 10 mai 1940. On appela cette période la Drôle de guerre. Le 10 mai 1940, les Allemands attaquent les Pays-Bas et la Belgique. La ligne Maginot est rapidement enfoncée ou contournée. La campagne de Lorraine durera 5 jours : Metz se rend le 17 juin 1940 et Nancy le 18. Le 17 juin, les Allemands qui avaient déjà fait des incursions la veille étaient à Sarraltroff. L'occupation commençait. Puis l'annexion et la nazification. En France, Pétain succède comme chef du gouvernement à Paul Reynaud qui démissionne. Il demande l'armistice qui est signé le 22 juin à Rethondes et installe son gouvernement à Vichy. La France est partagée en deux, l'Alsace-Lorraine est annexée purement et simplement, il n'en est même pas fait état dans les clauses de l'Armistice.

#### Le Gau Westmark
Pour les Nazis s'ils réannexaient l'Alsace-Lorraine, ils ne l'entendaient pas de la même façon. Cette fois ce n'était pas l'Elsass-Lothringen mais ils parlaient d'Elsass UND Lothringen. La nuance était de taille car ils pensaient que de les laisser ensemble risquait de se solder par un échec comme la dernière fois. C'est pourquoi l'Alsace fut rattaché au Pays de Bade, la Moselle aux marches de l'Ouest c'est-à-dire le Gau Westmark avec pour capitale Sarrebruck. Le Gauleiter Wagner fut nommé à Strasbourg, tandis que Josef Bürckel prit la tête du Gau Westmark le 7 août 1940. La Gestapo toute puissante  mise en place en même temps que les troupes de Witzleben pénétraient en Moselle, avait préparé le terrain dès le 25 juillet 1940. Elle était surpuissante ce qui veut dire par exemple qu'un prévenu passible d'être traduit devant une juridiction même spéciale ne pouvait pas l'être sans l'aval préalable de la Gestapo. L'administration allemande se substitua à la française. On expulsa tous ceux qui furent jugés indésirables : curés, familles jugées trop francophiles... Il convient à ce propos de signaler le particularisme du statut juridique des Alsaciens Lorrains annexés : comme aucun traité n'avait validé cette annexion, ils restaient Français sur le plan juridique et tout au plus pouvait-on leur appliquer l'article 3 de la Convention d'armistice... et encore car entre l'Alsace-Moselle et le reste de la France fut mise en place une ligne de démarcation lourdement surveillée pour éviter tout contact avec le reste du pays. À Sarraltroff le maire Limon Joseph resta maire mais il n'avait aucun pouvoir. Saaraltdorf devint le village centre d'un Ortsgruppe constitué des quatre villages de Sarraltroff, Oberstinzel (devenu Oberstein) Bettborn et Hilbesheim et administré par un fonctionnaire nazi du nom de Steins.

#### La germanisation et la nazification
Source : Sarraltroff ; 2 400 ans déjà.
Hitler avait fixé à trois mois le délai au bout duquel la germanisation devait être achevée : langue officielle allemande, changement de toute l'administration, argent, noms publics des rues, des places, des localités. Toutefois on ne reprenait pas systématiquement les noms de la période du Reichsland mais on donnait des noms comme Adolf-Hitler Strasse, Goebbels Strasse, Goeringerplatz... Tout était orienté par l'effort de guerre et la société organisée selon un modèle rappelant la Wehrmacht. Chaque lorrain faisait partie de la Deutsche Volksgemeinschaft "Lothringen" (communauté du peuple allemand-DVG en abrégé) et devait entrer dans une des nombreuses organisations nazies comme la Hitlerjugend... On exigeait d'eux pour n'importe quelle fonction un serment contraire à l'article 25 de la Convention de La Haye (1907) qui interdit « de contraindre la population d'un territoire occupé de prêter serment à la puissance ennemie. » L'instauration immédiate de tickets de ravitaillement entraina l'instauration immédiate d'un marché parallèle au noir. Les familles dont l'un des conjoints "était" Français étaient expulsées. Les Siedler (colons allemands) : il s'agit là d'un phénomène d'une ampleur inconnue en Alsace qui résulte de la volonté de Bürckel d'implanter 400 000 Allemands pour résoudre le problème du glacis allemand. Des Siedler occupèrent Sarreck. Mais le nombre fixé ne fut jamais atteint. Le 25 avril 1941 Bürckel introduit le RAD pour les jeunes âgés de 17 ans. Le Reichsarbeitsdienst est une sorte de service civique organisé de façon paramilitaire où la pelle ou la bêche remplace le fusil, avec montée des couleurs tous les soirs mais surtout serment officiel de fidélité au Führer à l'issue. Le service militaire obligatoire est introduit en août 1942 par Bürckel qui violait ainsi les articles 44 et 45 de la Convention de La Haye du 9 juillet 1889 paraphée par l'Allemagne alors que Bürckel plus tôt le 15 mars 1941 affirmait que cela n'entrerait en vigueur qu'à partir de la signature d'un traité avec la France qui n'eut jamais lieu. Au contraire le 31 août 1942 la nationalité est accordée d'office à tous les Lorrains de la communauté linguistique allemande qui sont de souche germanique à 98 %. ! Malgré les protestations de la Commission de Wiesbaden et de Laval. Des sanctions graves sont prévues. Ils avaient les mêmes devoirs mais pas les mêmes droits.
30 000 jeunes Lorrains furent immédiatement incorporés de force. 20 000 Lorrains et leur famille furent déportés à Dachau, au Struthof selon la Sippenhaftgesetz, loi qui prévoyait la responsabilité du cercle familial présumé d'office coupable de complicité et sanctionnée avec saisie de ses biens occupés par des Siedler. Les enrôlés de force prirent le nom de Malgré-nous. Environ 61 jeunes de Sarraltroff furent mobilisés : mis à part deux ils le furent tous sous l'uniforme feldgrau. Ils appartenaient aux classes 1913 à 1927 en Lorraine, alors qu'en Alsace les classes 1908 à 1927 étaient concernées, mais seulement de 1920 à 1927 au Luxembourg. 20 sont morts du fait de la guerre et leur nom figure sur le monument aux morts du village : sauf trois ils sont tous morts sous l'uniforme ennemi. Tous sont "Morts" pour la France. L'enrôlement de force des Malgré-nous fut qualifié de « crime de guerre » par le tribunal de Nuremberg car contraire au droit et aux accords signés. Ils ont combattu sur tous les fronts mais essentiellement sur le front Est (Pologne, Hongrie, Estonie, Russie mais aussi en Grèce, Roumanie, Yougoslavie). D'autres comme Knittel Aloyse est mort sous uniforme français en combat aérien au-dessus de l'Algérie. Certains ont déserté sur le front russe et ont atterri au camp de sinistre réputation de Tambov près de Moscou. Comme Gigy Paul, Roos Jean Baptiste, René Meyer ou Rabot Charles. Ce dernier comme Roos J B terminèrent pourtant la guerre dans l'armée de Lattre de Tassigny. Le camp 188 de Tambov était le principal camp russe réservé aux Alsaciens-Lorrains. De nombreux autres furent réfractaires ou désertèrent malgré les risques encourus, par exemple lors des permissions, car la Gestapo perquisitionnait en permanence. Parmi les faits marquants de cette époque, il faut signaler les Heimatbriefe (lettres de chez nous) de Marcel Gassmann.Tout le monde se devait d'appartenir à une association dans le cadre de la DVG. Pour donner le change on transforma le foyer Saint-Michel en Turn und Sportgemeinschaft (Société de sport et de gymnastique). Les Allemands fournirent même une machine à écrire et une Ronéo à son président.
Quand il fut question de l'enrôlement dans le RAD tous ses membres firent un serment d'amitié et de fidélité entre eux et demandèrent à Marcel Gassmann de jouer le rôle de pivot central. C'est ainsi que les différents camarades ou qu'ils fussent eurent des nouvelles des uns et des autres de la vie au village mais en même temps de l'évolution de la guerre car M.Gassmann écoutait la BBC. Il put même grâce à des expressions codées connues des  seuls protagonistes donner le signal pour déserter. Il y eut 17 lettres  en tout jusqu'au jour où, à la suite d'une perquisition de la Gestapo dans la maison d'un membre on  découvrit le pot aux roses. M.G devait être jugé par le tribunal spécial de Berlin pour tentative de démoralisation de l'armée ce qui se traduisait en général par la peine de mort. Heureusement pour lui la prison de Moabit où on devait l'amener ayant été détruite par l'aviation alliée dans la nuit son programme fut changé ce qui lui donna l'occasion de s'évader de retrouver son village sain et sauf. Par ailleurs de nombreuses filières d'évasion passaient par Sarraltroff et rejoignaient Sarrebourg ou Réding notamment en utilisant le chemin de fer.
La BBC par la voix de Schuman avait fait savoir aux Alsaciens-Lorrains de ne pas hésiter si on leur demandait de signer des documents ou de s'engager dans les organisations de la DVG, car mieux valait que ce soit eux plutôt que de laisser la place à des nazis. C'est ainsi que l'Ortsgruppenleiter de Sarraltroff put prévenir à temps les parents de trois déserteurs du village condamnés à mort par contumace qui devaient être déportés en guise de représailles."Le train de la révolte" est un autre épisode marquant où les futurs enrôlés saccagèrent le train qui les emmenait vers l'incorporation.

#### La libération du village
Source : La Bataille de la Moselle.
Le village fut libéré par les chars de la 2e DB du général Leclerc le 20.11.1944. Voulant prendre l'ennemi qui décrochait de la Vogesenstellung à revers  et résoudre le problème de la trouée Phalsbourg-Saverne puissamment fortifiée, le général Leclerc décide de contourner Sarrebourg en définissant quatre axes de pénétration dont deux par le nord de la ville constitués du sous groupement Rouvillois et du sous groupement Quilichini à partir de Cirey sur Vezouze. La 44e division d'infanterie américaine ouvre le passage en s'emparant du pont sur le canal de la Marne au Rhin à Xouaxange. Une batterie de 88 installée dans le jardin de l'hôpital Saint-Nicolas gênant la progression est neutralisée. Un brouillard épais gêne la visibilité et les tirs fusent de partout. Une pièce d'artillerie PAK 88 empêche la progression aux approches de la gare (elle prenait la route de Lunéville en enfilade). Le char Le Dunkerque commandé par le maître torpilleur José Caja est en tête. Il neutralise la pièce. Mais en arrivant au carrefour de l'actuelle rue de Verdun avec la chapelle Notre-Dame-de-la-Pitié Caja est tué par un tireur embusqué à partir d'une fenêtre. Tous les chars foncent. Ils arrivent vers 14 h 30 sur la route de Dolving surplombant le village. Ils placent trois obus incendiaires qui mettent le feu à trois bâtiments. Les Allemands décrochent mais font sauter le pont. Guidés par Robert Schaeffer et Ruby Joseph ils empruntent le gué de L'Ecart du moulin de la Schneymuhle. Les habitants quittent leurs abris dans les caves. Vers 16 h tout le village est libéré. Le corps de Caja arrive avec Le Dunkerque vers 17 h. Il sera veillé dans l'église et inhumé le 23 novembre au cimetière militaire de Sarraltroff. Quilichini et ses trois chars passent la nuit dans la maison du forgeron Karleskind au carrefour à l'entrée de Sarraltroff. Le 21 au matin les Sherman prennent la direction de Hilbesheim et enlèvent la position de Mittelbronn puis foncent libérer Strasbourg.

#### Le retour à la normale
Le village était libéré mais la guerre n'était pas terminée pour autant. Les Américains qui avaient beaucoup souffert dans la campagne en Lorraine où ils connurent leur  plus importante bataille de blindés durant ce conflit en Europe se tenaient sur leurs gardes. Les Allemands  plus on se rapprochera de l'Allemagne plus ils se défendraient. Beaucoup de Malgré-nous du village étaient encore engagés avec la Wehrmacht sur les autres fronts mais maintenant on resterait sans nouvelle d'eux, l'angoisse n'avait pas disparu pour autant. Le 16 décembre 1944 Hitler déclenche la bataille des Ardennes (offensive von Rundstedt) qui ne s'achèvera que fin janvier 1945. Pour soulager ses troupes dans les Ardennes et réoccuper l'Alsace et la Lorraine, tout un symbole, Hitler conçut l'opération Nordwind. Cette offensive entre le Nord de l'Alsace et Gros Réderching direction Sarrebourg devait anéantir l'armée américaine. L'attaque est déclenchée le 1er janvier 1945 et fut rapidement stoppée en Lorraine mais le front s'effondra dans les Vosges du Nord obligeant les Américains à se replier sur la Moder en position défensive, jetant une multitude de civils sur les routes de peur des représailles allemandes. Ils ne réussirent pourtant pas à forcer le passage du côté de Haguenau et Hitler stoppa l'opération le 25 janvier au soir. Vu la violence des combats (que certains soldats allemands comparèrent à Stalingrad) les blessés ne purent être soignés sur place et furent évacués à Sarrebourg notamment ceux de Rimling au centre du plan d'attaque allemand. Des prisonniers allemands de la 17e SS Panzergrenadier Division "Goetz von Berlichingen" avouèrent que leur but était de reprendre Sarrebourg (et la Lorraine et l'Alsace). Le plan nazi qui ne consistait pas seulement à faire diversion pour la bataille des Ardennes mais nourrissait des buts beaucoup plus larges échoua de peu. Hitler avait arrêté l'opération alors que le sort eût pu lui être favorable sur ce front, ce qui aurait pu changer la donne sur le plan politique et du partage territorial de L'Europe. Il avait dû dégarnir le front Ouest et prélever des troupes pour les transférer à l'est où les Russes progressaient à toute vitesse et étaient déjà en Hongrie. On avait eu très peur et le bilan fut lourd des deux côtés : 17 000 morts côté allemand, 12 000 côté américain  et français, des centaines de tués civils et blessés, des destructions massives. La Moselle quant à elle ne fut totalement libérée que le 31 mars 1945.
Tant bien que mal l'administration française se mit en place pour remplacer les Allemands et essayer de redémarrer l'économie. Les monnaies française et allemande furent utilisées ensemble jusqu'au 1er mars 1945 (au taux de 15 francs pour 1 mark avec un maximum de 200 marks par famille lors de l'échange des monnaies le 15 mars 1945 alors qu'il était de 1 pour 20 en 1940 donc ce fut une double spoliation). Une fois que les stocks allemands furent épuisés, on mit en place un "Service des titres d'alimentation" mais la situation se dégrada vite car les rations françaises étaient plus petites que les allemandes. Les tickets de pain ne disparurent qu'en 1948. Le marché noir était florissant. Il fallut attendre les années 1950 pour qu'un semblant de vie à peu près normale se rétablisse. Pour les Malgré-nous, les déportés, les victimes du nazisme un autre combat commençait afin d'obtenir à la fois la reconnaissance de leur statut et une indemnisation de leur préjudice. Mais ils étaient libres... Le bilan de l'incorporation de force s'établit comme suit : Incorporés : nombre total 130 000 (30 000 en Moselle, 64 000 dans le Bas-Rhin, 36 000 dans le Haut-Rhin). Parmi eux 30 à 40 000 sont morts, 12 000 ont disparu dans les camps soviétiques. On dénombre 30 000 blessés ou invalides. Les Malgré-Elles durent attendre 2008 pour se voir reconnaître et indemniser. Le bilan fut donc très lourd sans compter l'esprit de suspicion dans le reste de la France qui ne connaissait pas grand chose de l'histoire des trois départements, ignorance entretenue par les réticences du PCF et le début de la guerre froide car beaucoup de Malgré-nous avaient combattu sur le front russe ou y avaient été faits prisonniers rapportant des faits illustrant une réalité différente de la propagande officielle mal venue en France où le PCF faisait de gros scores.

## Politique et administration

### Administration municipale
Le nombre d'habitants au dernier recensement étant compris entre 500 et 1 499, le nombre de membres du conseil municipal est de 15.

### Tendances politiques et résultats

#### Élections présidentielles
À l'élection présidentielle de 2012, les habitants de la commune ont voté très majoritairement pour Nicolas Sarkozy (64,84 %) contre François Hollande (35,16 %) avec un taux d'abstention de 17,10 %.

#### Élections municipales et territoriales de 2014
Aux élections municipales et communautaires de 2014, 30 candidats se sont présentés au scrutin majoritaire du premier tour. À l'issue du premier tour le 23 mars 2014, 13 conseillers municipaux ont été élus, puis deux à l'issue du second tour le 30 mars 2014.

## Population et société

### Démographie
L'évolution du nombre d'habitants est connue à travers les recensements de la population effectués dans la commune depuis 1793. Pour les communes de moins de 10 000 habitants, une enquête de recensement portant sur toute la population est réalisée tous les cinq ans, les populations de référence des années intermédiaires étant quant à elles estimées par interpolation ou extrapolation. Pour la commune, le premier recensement exhaustif entrant dans le cadre du nouveau dispositif a été réalisé en 2004.

En 2022, la commune comptait 791 habitants, en évolution de +7,77 % par rapport à 2016 (Moselle : +0,52 %, France hors Mayotte : +2,11 %).
| 1793 | 1800 | 1806 | 1821 | 1831 | 1836 | 1841 | 1846 | 1851 |
| ---- | ---- | ---- | ---- | ---- | ---- | ---- | ---- | ---- |
| 479  | 549  | 600  | 690  | 739  | 700  | 712  | 685  | 678  |

| 1856 | 1861 | 1871 | 1875 | 1880 | 1885 | 1890 | 1895 | 1900 |
| ---- | ---- | ---- | ---- | ---- | ---- | ---- | ---- | ---- |
| 630  | 651  | 673  | 680  | 630  | 607  | 672  | 637  | 661  |

| 1905 | 1910 | 1921 | 1926 | 1931 | 1936 | 1946 | 1954 | 1962 |
| ---- | ---- | ---- | ---- | ---- | ---- | ---- | ---- | ---- |
| 615  | 646  | 620  | 607  | 608  | 612  | 611  | 587  | 583  |

| 1968 | 1975 | 1982 | 1990 | 1999 | 2004 | 2006 | 2009 | 2014 |
| ---- | ---- | ---- | ---- | ---- | ---- | ---- | ---- | ---- |
| 602  | 713  | 752  | 799  | 794  | 790  | 795  | 767  | 727  |

| 2019 | 2022 | - | - | - | - | - | - | - |
| ---- | ---- | - | - | - | - | - | - | - |
| 777  | 791  | - | - | - | - | - | - | - |

## Culture locale et patrimoine

### Lieux et monuments

#### Édifices religieux
- Église Saint-Michel 1772 : mobilier sculpté par Dominique Labroise de Sarrebourg (classé à l'Inventaire). Tableaux de Carola Sorg, de Strasbourg[52], peintures de Charles Jaeg de Sarrebourg[53] dont un couronnement de la Vierge[54], vitraux de Nicolas de Roermond[55], Ott de Strasbourg et Beyer[56] de Besançon[57].
- Presbytère : la commune est paroisse-centre, rue de Hilbesheim construit en 1852.
- Croix de Mission au cimetière paroissial.
- Chapelle d'hiver.
- Monuments funéraires de l'abbé Charles Soleil, prêtre pendant la Révolution, de l'abbé Hector et de l'instituteur Nicolas Louis réalisés par les ateliers Kugler de Hommarting (57)[58]
- Une statue du Sacré-Cœur et nombreuses croix de chemin.

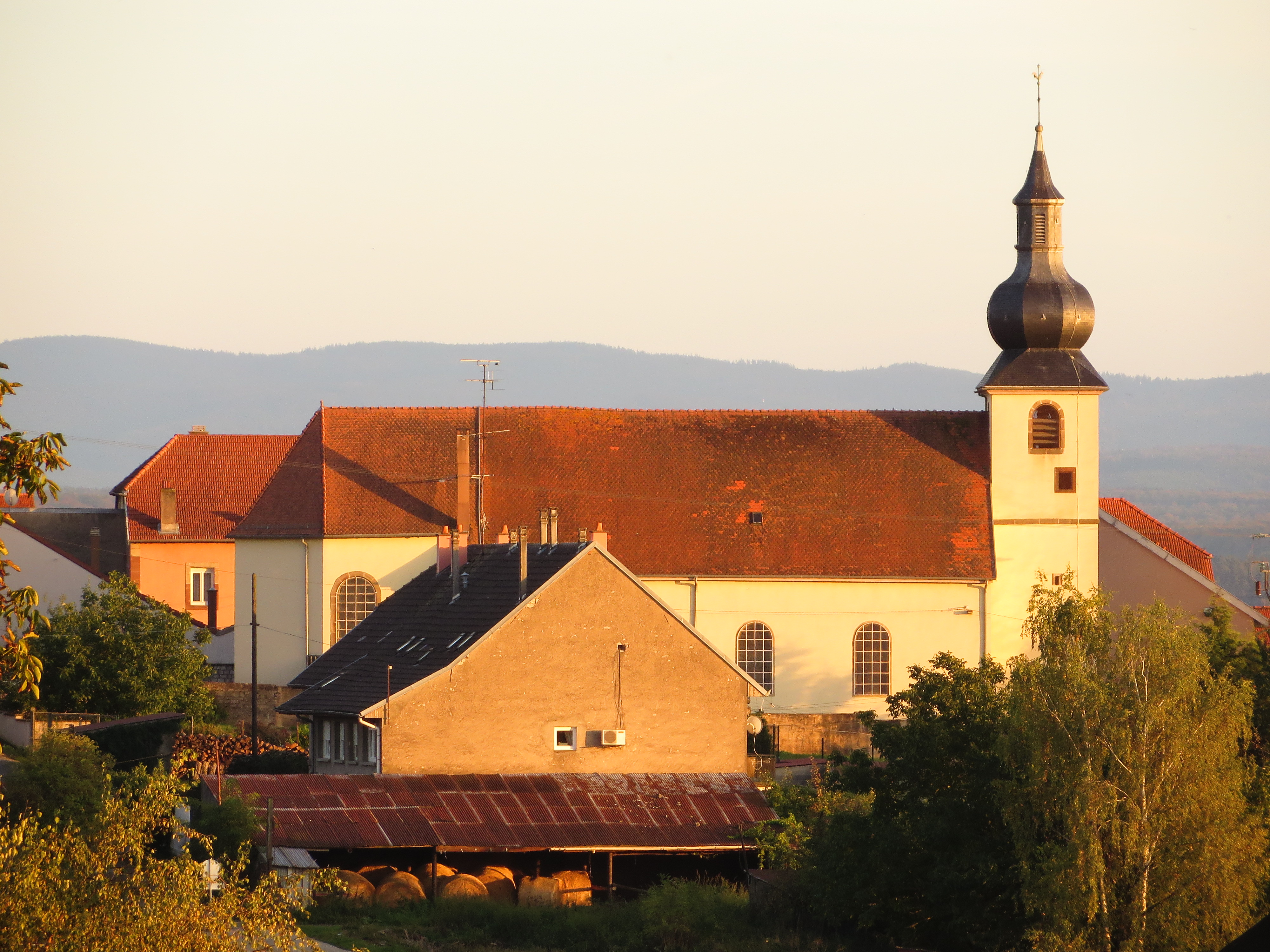
Église Saint-Michel.
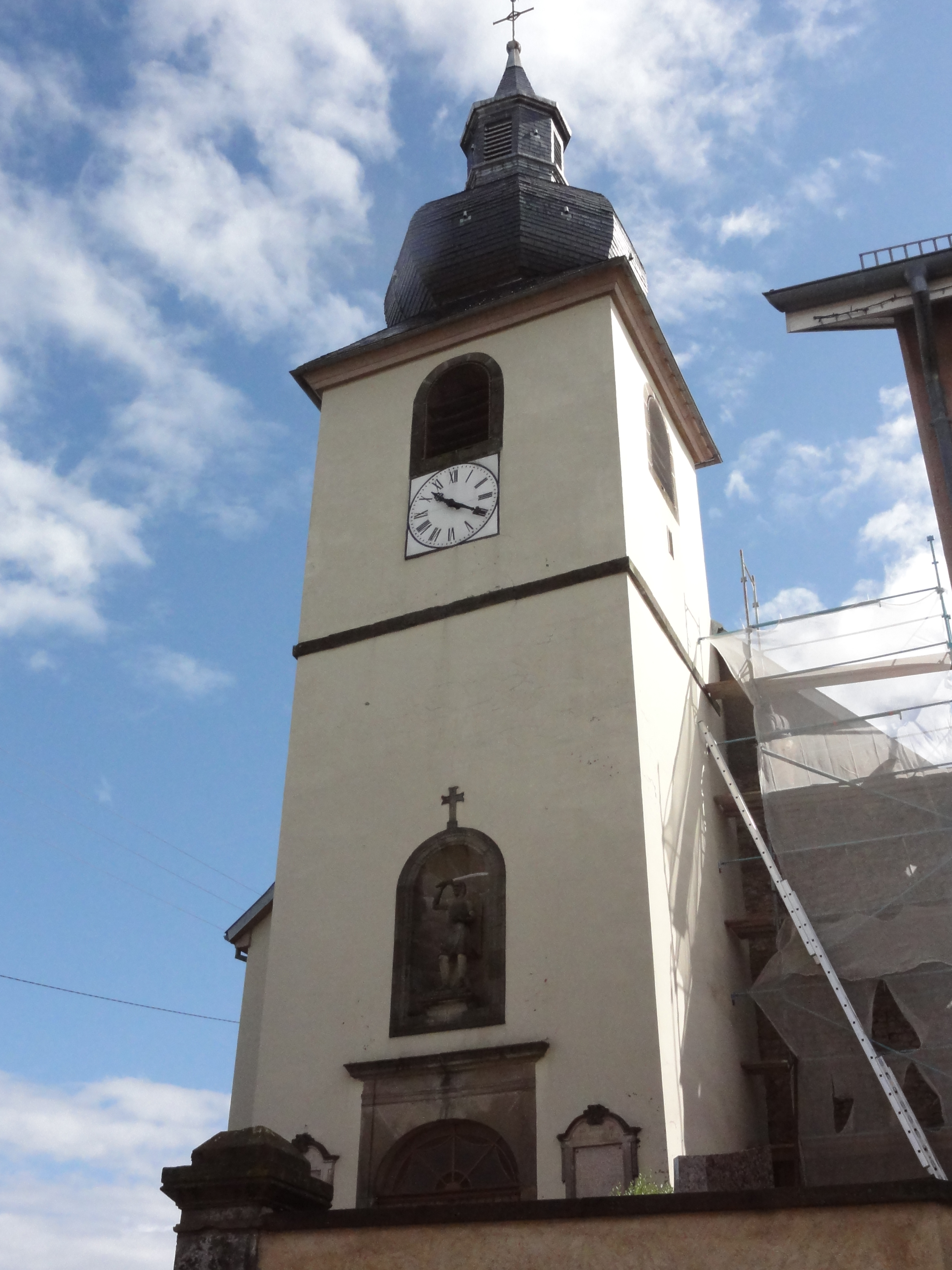
Tour de l'église.
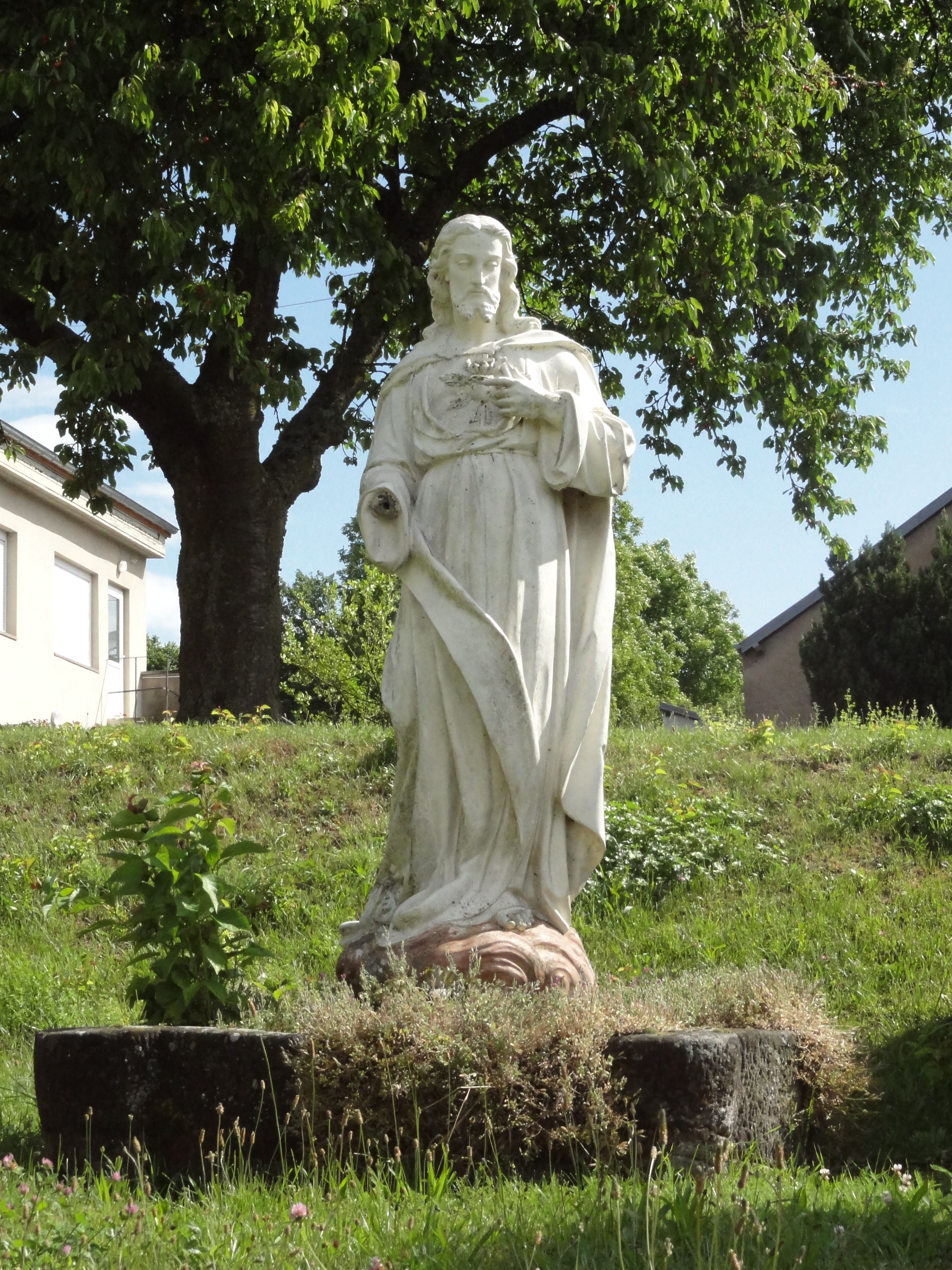
Statue du  Sacré-Cœur.
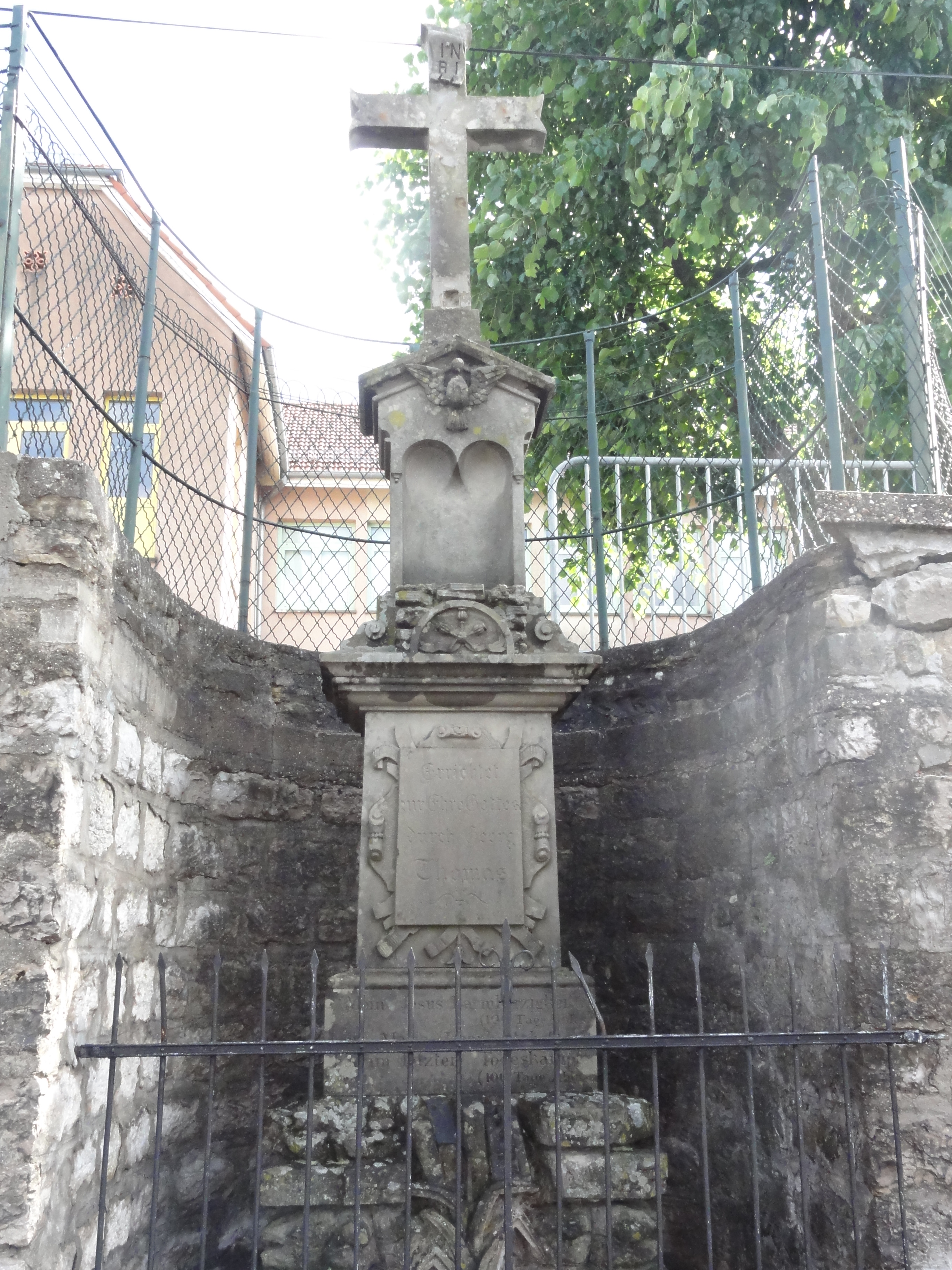
Croix de chemin.

### Champ de bataille de la guerre des frontières: bataille de Sarrebourg-Morhange 19 et 20 août 1914
- Cimetière militaire avec tombes de soldats français et allemands (1920,inauguré en 1921).
- Croix à l'ancienne fosse commune.
- Croix à Dellen de la limite de l'avancée française en août 1914.
- Trois monuments aux morts : deux stèles à l'entrée de l'église (guerre 1914-1918), monument au Souvenir français au cimetière national rue de l'Etang, monument communal près des écoles au centre du village où sont regroupés tous les enfants de Sarraltroff morts à la guerre avec l'inscription suivante : La commune de Sarraltroff À SES ENFANTS MORTS[59].

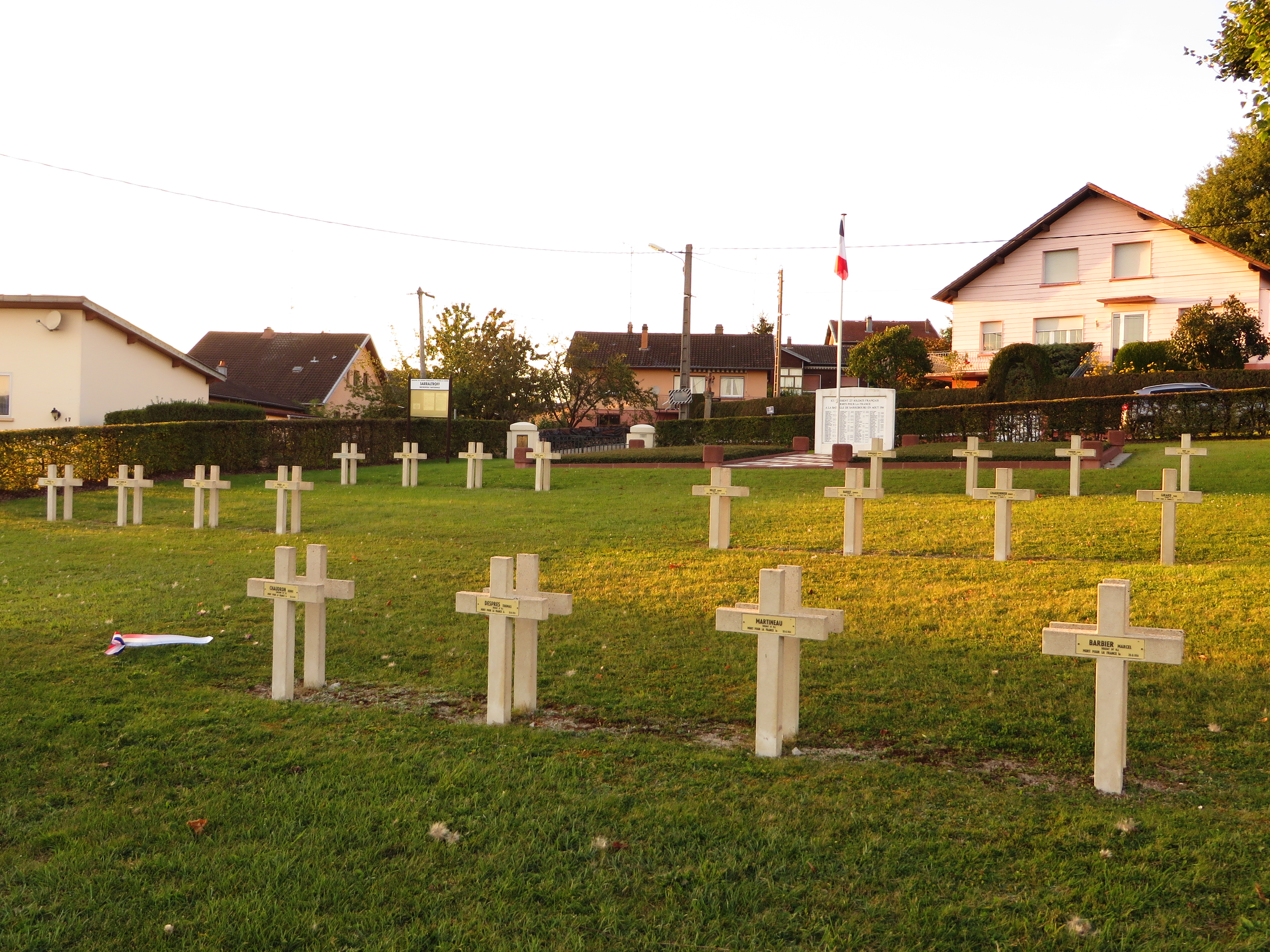
Cimetiere militaire français ; au fond : le monument au Souvenir français.
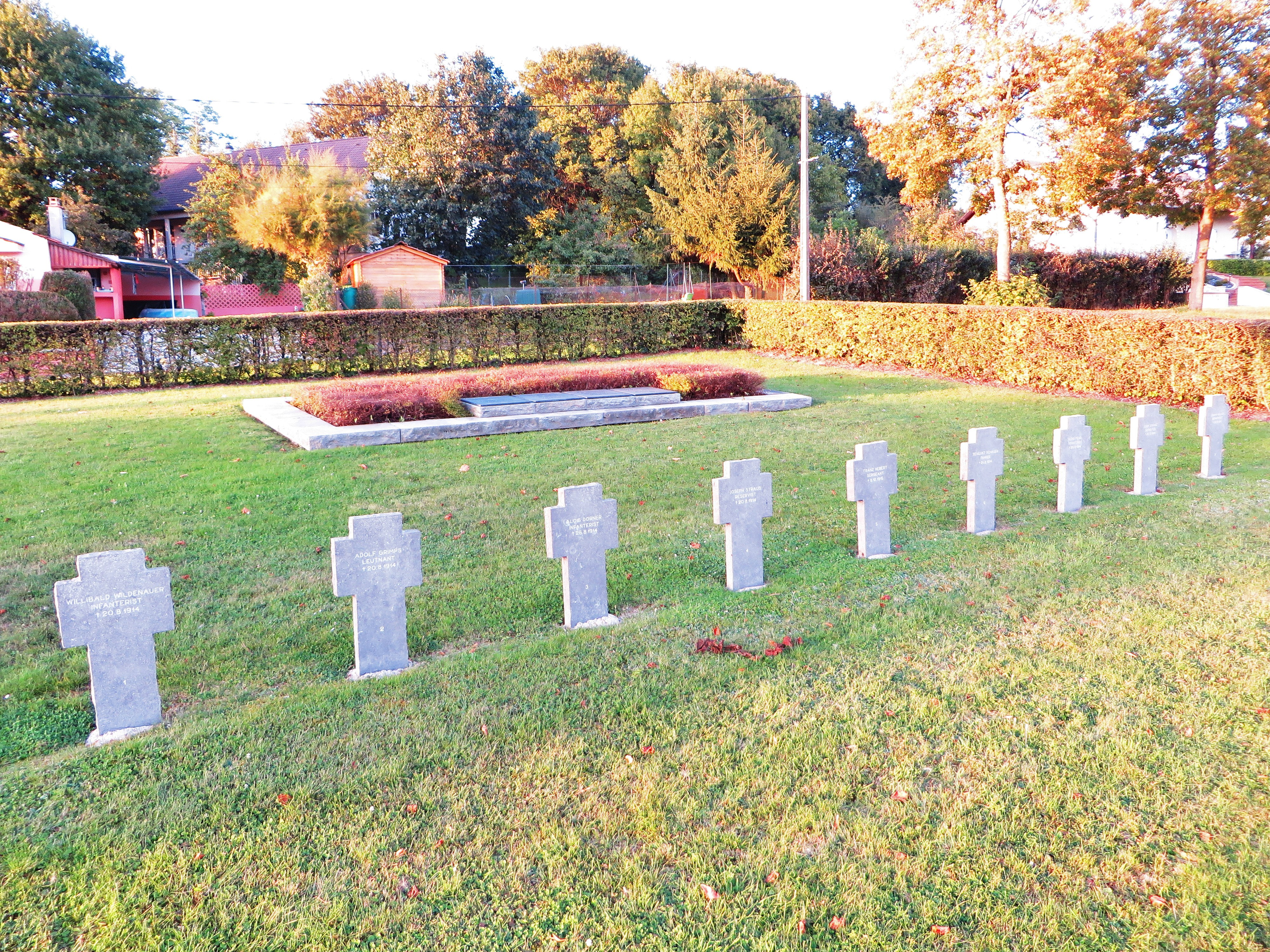
Cimetière militaire allemand.
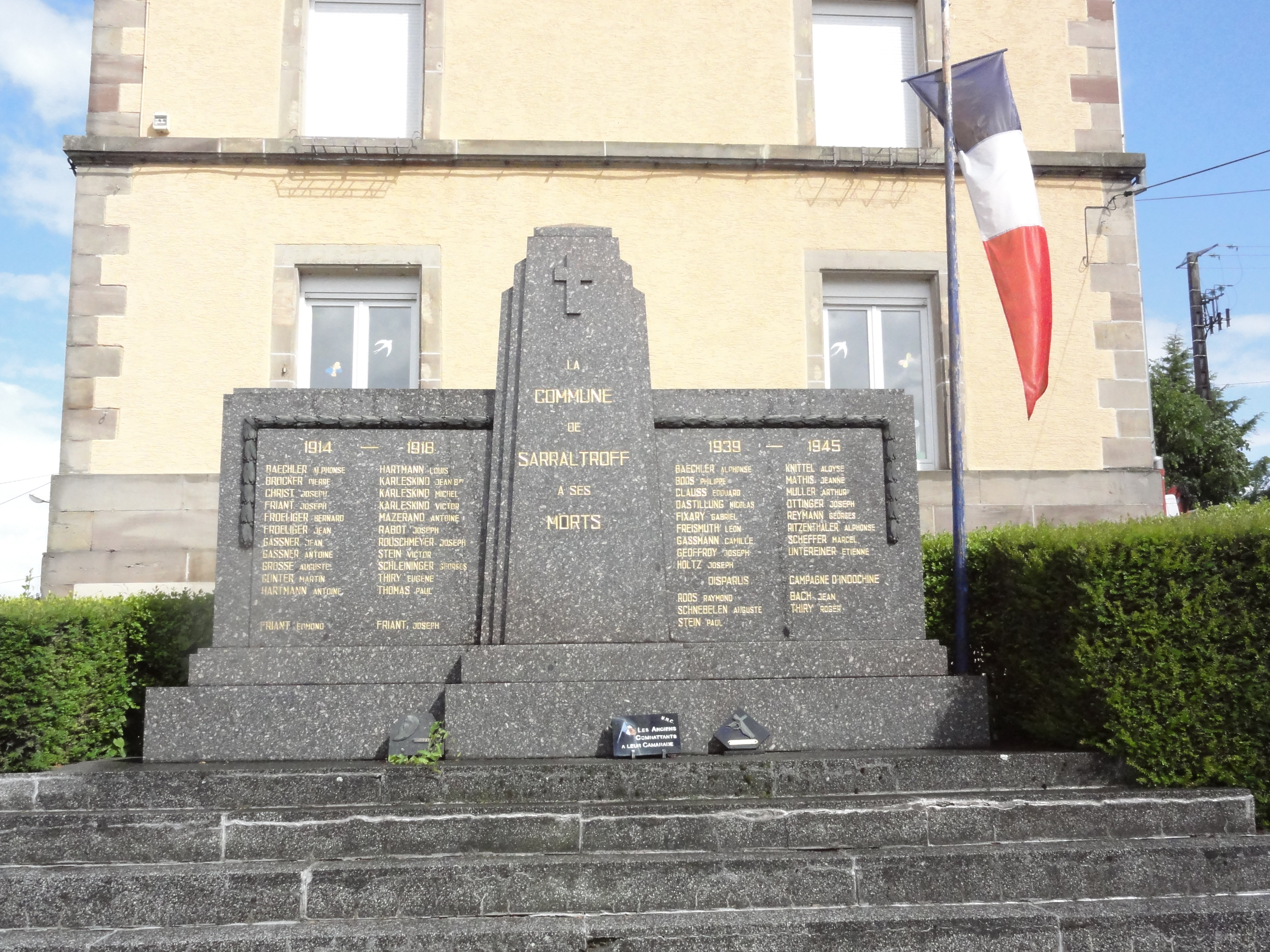
Monument aux morts communal.
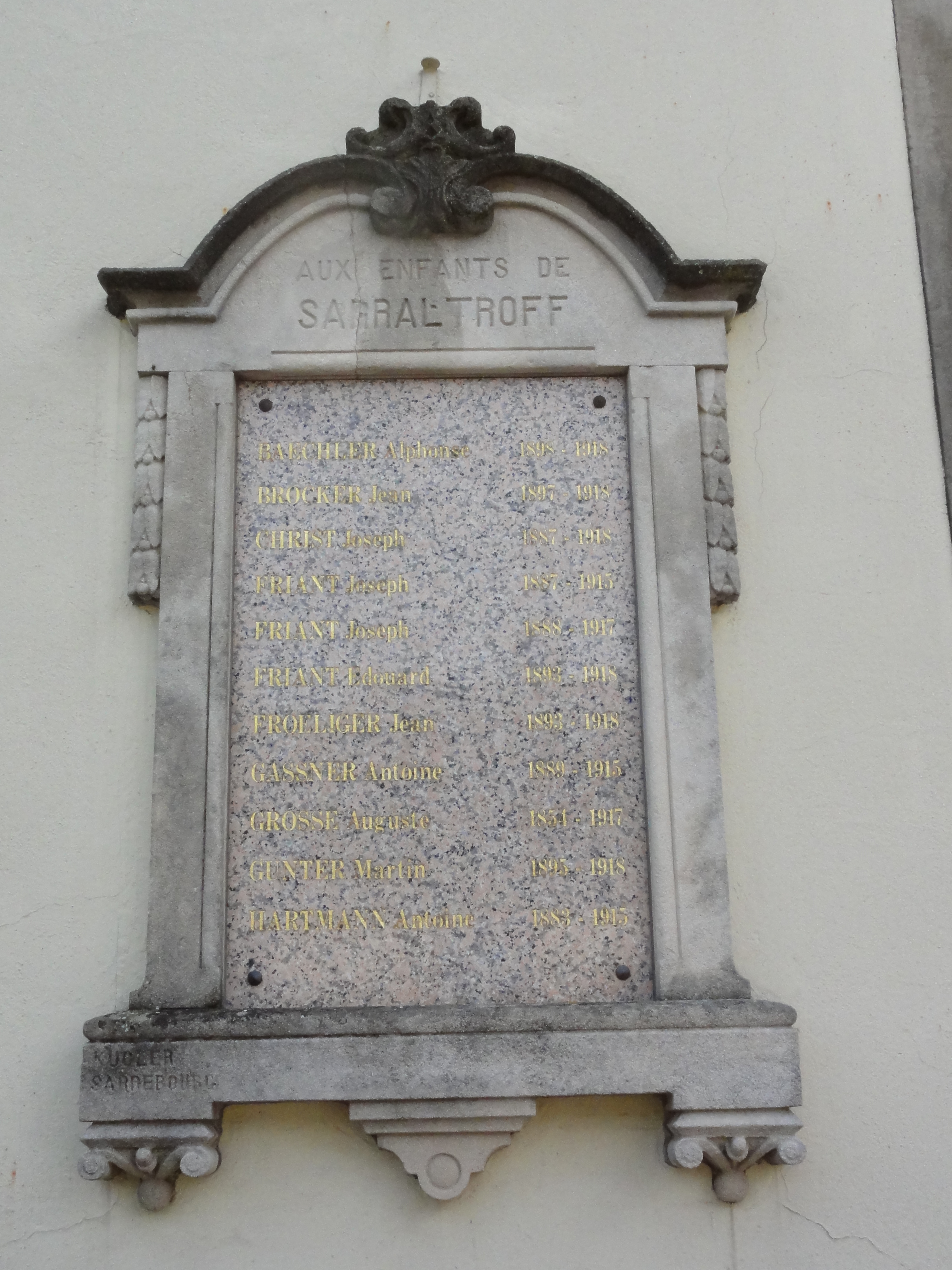
Stèle A, guerre 1914-1918 à l'entrée de l'église
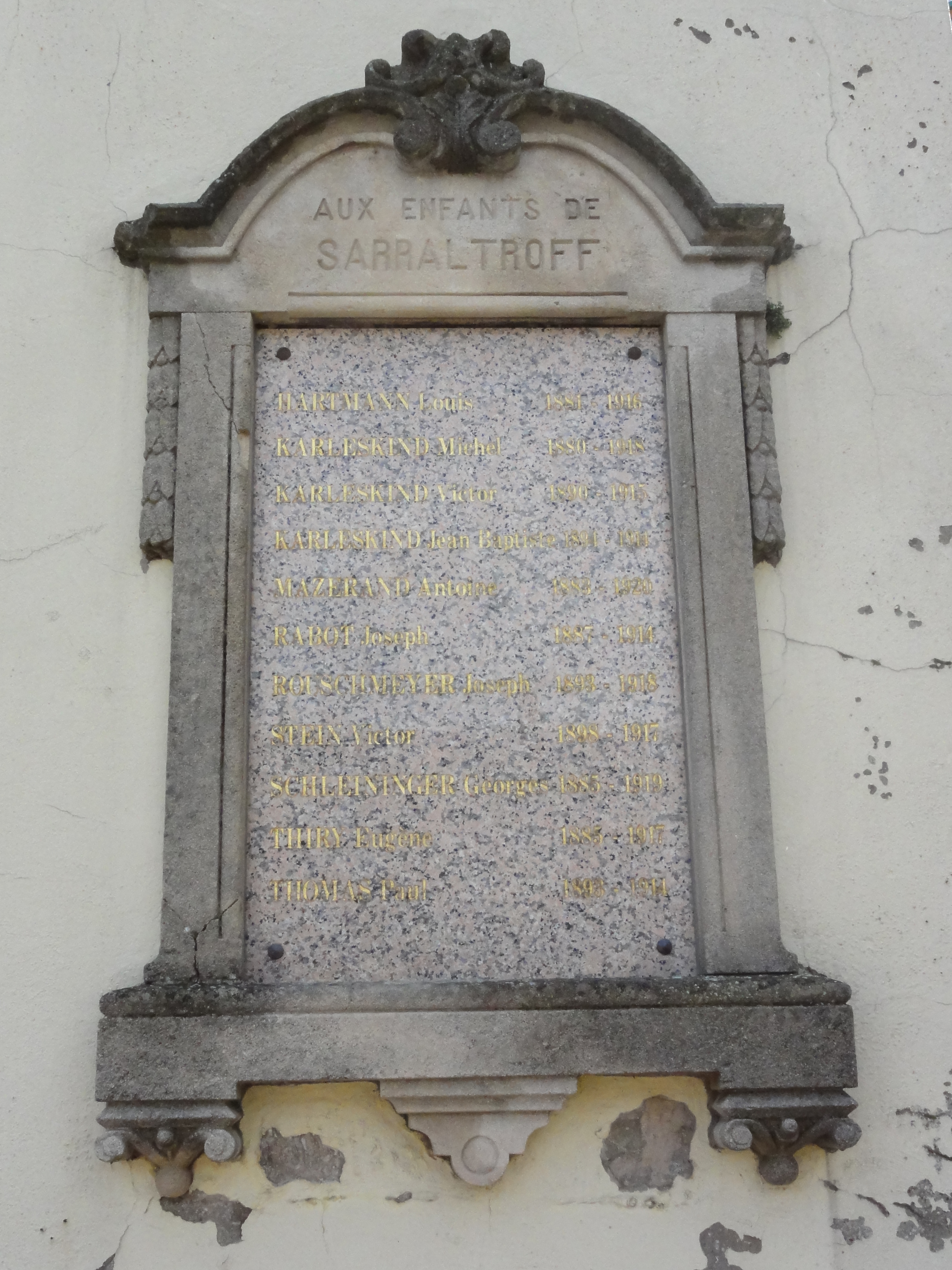
Stèle B, guerre 1914-1918 à l'entrée de l'église

### Agroglyphe
En juin 2018, à l'initiative d'Arnaud Thiry (AstronoGeek), plusieurs vidéastes zététiciens (Thomas C. Durand de La tronche en biais, Christophe Michel de Hygiène mentale, Defakator et Un Monde Riant) y ont réalisé un agroglyphe pour tester la méthodologie des « ufo-sceptiques » (application du rapport VECA) et celle des « exoticiens » (échelle de Bovis, ressenti personnel, etc.), c'est-à-dire croyant en une origine extra-terrestre du crop-circle. La supercherie est révélée deux mois plus tard,.

### Personnalités liées à la commune
- Antoine Corriger, né à Sarraltroff en 1884, est prêtre catholique, Juste parmi les nations.
- Arnaud Thiry, vidéaste français de vulgarisation scientifique, a grandi à Sarraltroff

### Héraldique
| Blason de Sarraltroff | Blason  | D'azur au lion d'or, armé, lampassé et couronné du même, à la bordure cousue de gueules chargée de huit coquilles d'argent - Avis de la Commission Départementale d'Héraldique du 17 mai 1967 - Délibération du Conseil Municipal de Sarraltroff du 14 septembre 1967 - Attribution du Préfet de la Moselle en date du 7 novembre 1967. |
| Blason de Sarraltroff | Détails | Le statut officiel du blason reste à déterminer. |